# El cas Goldman
El cas Goldman (francès: Le Procès Goldman) és un docudrama jurídic semibiogràfic francès del 2023 protagonitzat per Arieh Worthalter com a Pierre Goldman, un militant d'extrema esquerra acusat de quatre assassinats i la seva relació amb el seu advocat Georges Kiejman. S'ha doblat i subtitulat al català.
Es va exhibir per primer cop a la secció de la Quinzena de Cineastes del 76è Festival de Canes el 17 de maig de 2023. Es va estrenar a França el 27 de setembre de 2023. Va rebre vuit nominacions als 49ns premis César i va guanyar la categoria a millor actor per Worthalter.